# Phoenixinseln
Die Gruppe der Phoenixinseln (Rawakiinseln) ist eine von drei Inselgruppen des Inselstaats Kiribati im zentralen Pazifischen Ozean. Die Inselgruppe liegt südlich des Äquators, nördlich von Samoa, östlich der Gilbert- und Elliceinseln sowie westlich der Line Islands. Sie besteht aus acht (überwiegend) unbewohnten, weit verstreuten Atollen, die zusammen knapp 28 km² groß sind, sowie zwei separaten Korallenriffen, die ständig überflutet sind und keine Landflächen aufweisen. 
In der Fläche sind die großen Lagunen (die größte ist die Lagune von Kanton mit rund 50 km²) nicht enthalten, sondern nur jene Lagunen, die komplett vom Meer abgeschnitten sind und daher Binnengewässer darstellen. Der deutsche Geograph Karl Eduard Meinicke rechnete auch die einige hundert Kilometer nordwestlich gelegenen US-Territorien Bakerinsel und Howlandinsel zu den Phoenix-Inseln.

Die acht Atolle sind: 
| Atoll/Insel/Riff             | Insel km² | Lagune km² | Koordinaten          |
| ---------------------------- | --------- | ---------- | -------------------- |
| Phoenix-Inseln (Kiribati)    |           |            |                      |
| Kanton (Abariringa, Swallow) | 9,00      | 50,00      | 2° 50′ S, 171° 43′ W |
| Enderbury                    | 5,10      | * 0,60     | 3° 8′ S, 171° 5′ W   |
| Birnie (Birney)              | 0,20      | * 0,02     | 3° 35′ S, 171° 31′ W |
| McKean                       | 0,57      | * 0,20     | 3° 36′ S, 174° 8′ W  |
| Rawaki (Phoenixinsel)        | 0,50      | 0,50       | 3° 43′ S, 170° 43′ W |
| Manra (Sydneyinsel)          | 4,40      | * 2,20     | 4° 27′ S, 171° 15′ W |
| Orona (Hullinsel)            | 3,90      | 30,00      | 4° 30′ S, 172° 10′ W |
| Nikumaroro (Gardnerinsel)    | 4,10      | 4,00       | 4° 40′ S, 174° 31′ W |
| Phoenix-Inseln               | 27,77     | 84,50      |                      |
| Überflutete Korallenriffe    |           |            |                      |
| Winslow-Riff                 | -         | 1,00       | 1° 36′ S, 174° 57′ W |
| Carondelet-Riff              | -         | ?,00       | 5° 34′ S, 173° 51′ W |

1889 beanspruchten die Briten die Phoenixinseln. In den 1930er Jahren stritten sich die US-amerikanische und die britische Regierung um die Inseln. Die Atolle Canton und Enderbury wurden als US-Militärstützpunkte von den Vereinigten Staaten ab 1939 mitverwaltet (Kondominium). Die Besiedlung wurde nach der Trockenzeit von 1955 bis 1964 aufgegeben. Seit 1979 gehört die Inselgruppe zum Inselstaat Kiribati. 
2006 wurden die Phoenixinseln und das sie umgebende Meeresgebiet von der Regierung Kiribatis zum Meeresschutzgebiet Phoenix Islands Protected Area (abgekürzt PIPA) erklärt, dessen Fläche am 28. Januar 2008 auf über 410.000 km² erweitert wurde. Im August 2010 wurde das Naturschutzgebiet in die Liste des UNESCO-Weltnaturerbes aufgenommen.